# 485

485(사백팔십오)는 484보다 크고 486보다 작은 자연수다.

## 수학
- 합성수로, 그 약수는 1, 5, 97, 485다. 진약수의 합은 103이므로, 485는 부족수다.
  - 150번째 반소수다. 앞의 반소수는 482, 다음 반소수는 489다.
- 피타고라스 삼조의 빗변의 길이이다.
  - {\displaystyle 44^{2}+483^{2}=485^{2}}[a]
  - {\displaystyle 93^{2}+476^{2}=485^{2}}[b]
- {\displaystyle 485=1^{2}+22^{2}=14^{2}+17^{2}}
  - 서로 다른 두 자연수의 제곱합으로 나타낼 수 있는 수다.
- {\displaystyle 96^{2}-1}은 485로 나누어떨어진다.

## 과학·기술
- NGC 485(영어판): 물고기자리 방향에 있는 나선 은하.
- EIA-485: 컴퓨터 하드웨어 표준의 일종.

## 교통

### 철도
- 일본국유철도 485계 전동차

### 도로
- 고속도로 및 국도
  - 아우토반 485호선(영어판, 독일어판): 독일의 고속도로.
  - 일본 485번 국도: 시마네현 오키군 오키노시마정에서 마쓰에시까지 이어지는 일본의 국도.
- 기타 도로
  - 현도 제485호선

## 군사
- U-485(영어판): 제2차 세계 대전에 사용된 나치 독일의 군용 잠수함.

## 문화유산
- 대한민국의 보물 제485호: 대성지성문선왕전좌도
- 대한민국의 사적 제485호: 화순 쌍산 항일의병 유적

## 방송
- 스카이라이프의 JEI 재능TV 채널 번호.

## 기타
- 연도: 485년, 기원전 485년